# Магнітний момент
Магнітний момент — векторна величина, що характеризує взаємодію замкнутих електричних струмів, тіл і частинок речовини з магнітним полем. Найпростішою фізичною системою, що має магнітний момент є елементарне коло електричного струму. Магнітний момент атома визначається рухом електронів довкола ядра (орбітальний момент), спіном електронів і магнітним моментом атомного ядра. Магнітний момент макроскопічної системи дорівнює сумі магнітних моментів її атомів (молекул). Характеристикою магнітного стану макроскопічних тіл є намагніченість, яка дорівнює магнітному моменту одиниці об'єму тіла. Магнітний момент вимірюється в А⋅м2 або Дж/Тл (SI), або ерг/Гс (СГС), 1 ерг/Гс = 10−3 Дж/Тл.

## Магнітний момент системи зарядів
Магнітний дипольний момент системи зарядів {\displaystyle q_{i}}, які рухаються зі швидкістю {\displaystyle \mathbf {v} _{i}} визначається як
{\displaystyle \mathbf {m} ={\frac {1}{2c}}\sum _{i}q_{i}[\mathbf {r} _{i},\mathbf {v} _{i}]},
де c — швидкість світла.
Напруженість магнітного поля {\displaystyle \mathbf {H} } на великій віддалі R від системи зарядів визначається, як
{\displaystyle \mathbf {H} ={\frac {3\mathbf {n} (\mathbf {m} \cdot \mathbf {n} )-\mathbf {m} }{R^{3}}}},
де {\displaystyle \mathbf {n} =\mathbf {R} /R} — одиничний вектор у напрямку до точки, в якій визначається поле.

## Енергія магнітного моменту в зовнішньому магнітному полі
В зовнішньому магнітному полі з магнітною індукцією {\displaystyle \mathbf {B} }, енергія U магнітного моменту визначається формулою
{\displaystyle U=-\mathbf {m} \cdot \mathbf {B} }
В магнітному полі магнітний момент намагається розвернутися таким чином, щоб зробити цю енергію мінімальною.

## Квантова механіка
У квантовій механіці величина магнітного моменту визначається через величини кутового моменту і спіну через гіромагнітне співвідношення. Магнітний момент, зумовлений спіном, призводить до існування феромагнітних матеріалів, а, отже, постійних магнітів.

## Симетрійні властивості
В межах теорії симетрії, магнітний дипольний момент є аксіальним вектором, який змінює напрямок на протилежний при операції обернення часу (T-симетрії), тобто, є ще й T-непарним. Магнітний момент характеризується граничною точковою групою симетрії ∞/mm′ у міжнародній нотації (Германа — Моґена).